# The Sun (New York)
The Sun a fost un ziar din New York, care a fost publicat din 1833 până în 1950. Era considerat un ziar serios, la fel ca și cele mai de succes două gazete ale orașului, New York Times și New York Herald Tribune. The Sun a fost cel mai conservator din punct de vedere politic dintre cele trei ziare.

## Istoric
The Sun a început să fie publicat la New York la 3 septembrie 1833, ca un ziar de dimineață editat de către Benjamin Day cu sloganul „It Shines for All” („El strălucește pentru toți”). Acesta a fost un ziar ieftin, în stil tabloid.
The Sun a avut un conținut inovator, fiind primul ziar care a raportat crime și evenimente personale, cum ar fi sinucideri, decese și divorțuri. Day a tipărit prima relatare de presă a unei sinucideri. Această poveste a fost semnificativă deoarece era prima despre o persoană obișnuită. Ea a schimbat jurnalismul pentru totdeauna, făcând ziarul o parte integrantă a comunității și vieții cititorilor. Înainte de aceasta, toate articolele din ziare despre politică sau recenzii de cărți sau de spectacole de teatru. Day a fost primul care a angajat reporteri care să iasă pe străzi și să adune știri. Înainte de aceasta, ziarele se bazau pe trimiterea de articole de către cititori și pe realizarea unor copii neautorizate ale știrilor din alte ziare. Concentrarea sa asupra criminalității este începutul „meseriei de reporter și de povestitor”. Dacă nu inventator, Sun a fost cu toate acestea, ziarul care a demonstrat în mod concludent că un ziar putea fi susținut de reclame și nu taxe de abonament și că putea fi vândut pe stradă, în loc să fie livrat la fiecare abonat. În plus, The Sun nu s-a adresat elitelor, ci masei mari de oameni ai muncii. Day și The Sun și-au dat seama că masele  deveneau rapid știutoare de carte și au demonstrat că se poate obține profit prin vânzarea către acei oameni. Înaintea lui The Sun, tipografiile editau ziarele, adesea în pierdere.
O ediție de seară a fost introdusă în anul 1887. Frank Munsey a cumpărat ambele ediții în 1916 și a fuzionat Evening Sun cu New York Press. Ediția de dimineață a lui The Sun a fost fuzionat pentru un timp cu New York Herald a lui Munsey sub titlul The Sun and New York Herald, dar în 1920 Munsey le-a separat din nou, a desființat The Evening Sun și a transformat The Sun într-o ediție de seară. Acest ziar a existat până la 4 ianuarie 1950, când a fuzionat cu New York World-Telegram pentru a forma un nou ziar numit New York-Telegram and Sun; în 1966, acest ziar a devenit parte a New York World Journal Tribune, care și-a încetat apariția  în anul următor.

## Repere
The Sun a devenit celebru mai întâi pentru rolul său central în farsa Great Moon Hoax din anul 1835, o poveste inventată despre presupusa descoperire a vieții și chiar a civilizației pe Lună pe care ziarul i-o atribuia în mod fals astronomului britanic John Herschel și pe care nu a retractat-o niciodată. Pe 13 aprilie 1844, The Sun a publicat ca fapt o povestire de Edgar Allan Poe, cunoscută acum sub numele de „Farsa cu balonul”, pe care a retractat-o la două zile după publicare. Povestirea se referă la traversarea imaginară a Atlanticului cu balon cu aer cald.
Astăzi, ziarul este cel mai bine cunoscut pentru editorialul său din 1897 intitulat „Is There a Santa Claus?” (denumit în mod obișnuit ca „Yes, Virginia, There Is a Santa Claus”), scris de Francis Pharcellus Church.
John B. Bogart, redactorul-șef al The Sun între 1873 și 1890, a realizat ceea ce este, probabil, cea mai frecvent citată definiție a demersului jurnalistic: „Dacă un câine mușcă un om, asta nu este o știre, pentru că se întâmplă atât de des. Dar dacă un om mușcă un câine, asta este o știre”. (citatul este frecvent atribuită lui Charles Dana, redactor al The Sun și coproprietar între 1868 și 1897.)
În 1947-1948, The Sun a prezentat o serie revoluționară de articole scrise de Malcolm Johnson, „Crime on the Waterfront”, care a câștigat Premiul Pulitzer pentru reportaj local în 1949. Seria de articole a servit ca bază pentru filmul Pe chei (On the Waterfront) (1954).
Prima femeie reporter de la The Sun a fost Emily Verdery Bettey, angajată în 1868. Eleanor Hoyt Brainerd a fost angajată ca reporter și redactor de modă în anii 1880; ea a fost una dintre primele femei care a devenit redactor profesionist și, probabil, primul redactor de modă full-time în istoria jurnalismului american.

## Moștenire
Filmul Deadline – U.S.A. (1952) este o poveste despre desființarea unui ziar din New York numit The Day, vag inspirat din vechiul New York Sun, care s-a închis în 1950. Ziarul original Sun a fost editat de către Benjamin Day, iar numele ziarului din film era joc de cuvinte (a nu se confunda cu ziarul real cu același nume din New London, Connecticut).
Antetul original al paginii principale a ziarului Sun este vizibil într-un montaj de tăieturi din ziare într-o scenă din filmul Nașul (1972). Birourile ziarului erau amenajate într-un fost magazin de pe 280 Broadway, între străzile Chambers și Reade din Manhattan, cunoscut acum sub numele de "The Sun Building" și celebru pentru ceasurile care poartă antetul și moto-ul ziarului. Acestea au fost recunoscute ca reper al orașului New York City în 1986.
În 2002 a fost lansat un nou ziar cu titlul The New York Sun, care purta antetul și moto-ul vechiului ziar. Acesta a fost conceput ca o alternativă „conservatoare” și axată pe știri locale la mult mai liberalul/progresistul New York Times și la alte ziare din New York. El a fost publicat de către Ronald Weintraub și redactat de către Seth Lipsky și și-a încetat apariția pe 30 septembrie 2008.